# Pakistanische Cricket-Nationalmannschaft in Neuseeland in der Saison 1978/79
Die Tour der pakistanischen Cricket-Nationalmannschaft nach Neuseeland in der Saison 1978/79 fand vom 2. Februar bis zum 28. Februar 1979 statt. Die internationale Cricket-Tour war Bestandteil der Internationalen Cricket-Saison 1978/79 und umfasste drei Tests. Pakistan gewann die Serie 1–0.

## Vorgeschichte
Pakistan spielte zuvor eine Tour gegen Indien, für Neuseeland war es die erste Tour der Saison. Das letzte Aufeinandertreffen der beiden Mannschaften bei einer Tour fand in der Saison 1976/77 in Pakistan statt.

## Stadien
Die folgenden Stadien wurden für die Tour als Austragungsort vorgesehen.
| Stadion     | Stadt        | Kapazität | Spiele  |
| ----------- | ------------ | --------- | ------- |
| Eden Park   | Auckland     | 50.000    | 3. Test |
| AMI Stadium | Christchurch | 38.628    | 1. Test |
| McLean Park | Napier       | 22.500    | 2. Test |

## Kaderlisten
Die folgenden Kader wurden benannt.
| Test | Test |
| Neuseeland | Pakistan |
| --- | --- |
| - Mark Burgess (K) - Stephen Boock - Brendon Bracewell - Lance Cairns - Jeremy Coney - Bruce Edgar - Richard Hadlee - Geoff Howarth - Warren Lees (wk) - John Parker - John Reid - Gary Troup - John Wright | - Mushtaq Mohammad (K) - Anwar Khan - Asif Iqbal - Haroon Rasheed - Imran Khan - Javed Miandad - Majid Khan - Mohsin Khan - Mudassar Nazar - Sarfraz Nawaz - Sikander Bakht - Talat Ali - Wasim Bari (wk) - Wasim Raja - Zaheer Abbas |

## Tests

### Erster Test in Christchurch
| 2. – 7. Februar Scorecard | Christchurch | Pakistan 271 (92.6) & 323-6d (93) | – | Neuseeland 290 (88.4) & 176 (56) |
|                           |              | Pakistan gewinnt mit 128 Runs     |   |                                  |

Neuseeland gewann den Münzwurf und entschied sich als Feldmannschaft zu beginnen.

### Zweiter Test in Napier
| 16. – 21. Februar Scorecard | Napier | Pakistan 360 (104.5) & 234-3d | – | Neuseeland 402 (101.3) |
|                             |        | Remis                         |   |                        |

Pakistan gewann den Münzwurf und entschied sich als Schlagmannschaft zu beginnen.

### Dritter Test in Auckland
| 23. – 28. Februar Scorecard | Auckland | Neuseeland 254 (55.7) & 281-8d (91.2) | – | Pakistan 359 (103) & 8-0 (0.6) |
|                             |          | Remis                                 |   |                                |

Pakistan gewann den Münzwurf und entschied sich als Feldmannschaft zu beginnen.